# 甘北路站
甘北路站位于辽宁省大连市甘井子区，是大连地铁5号线的一个车站，于2023年3月17日启用。

## 位置
甘北路站位于甘井子区甘井子路与甘北路交汇口。

## 车站结构
甘北路站为島式站台地下车站，B1层为站厅层，B2层为站台层。
| B1层 | 站厅层                              | 站厅、乘客服务中心、自动充值机、自动售票机 |
| B2层 |                                     | █ 5号线往后关方向 （中华东路）             |
| B2层 | 岛式站台，开左边门                  |                                            |
| B2层 | █ 5号线 往虎滩新区方向 （甘井子街） |                                            |

## 车站出口
本站设3个出入口，B出入口位于甘井子路与甘北路交汇口西侧，C出入口位于甘井子路与甘北路交汇口东侧，D出入口位于甘井子路东北侧，站外无障碍电梯位于D出入口旁。
| 出口编号 | 出口指示 | 建议前往的目的地             |
| -------- | -------- | ---------------------------- |
| 出口 · B |          | 大连市第十一中学、大化医院   |
| 出口 · C |          | 大连市第七十七中学、光明公园 |
| 出口 · D |          | 松山小学、山日健康公园       |

## 附近公交线路
- - 409、503、519、612、704路公交车。（甘北路站）

- - 50路公交车。（山花街站）